# Beberibe (rivier)
De Beberibe is een rivier in de Braziliaanse deelstaat Pernambuco. Zij stroomt in zijn geheel door het metropole gebied van Recife.

## Naamgeving
Vast staat dat de naam Beberibe uit het Tupi komt. Over de betekenis van de naam bestaan echter verschillende theorieën:
- Vela bipe: "plaats waar suikerriet groeit"
- Iabebier-y: "rivier van de roggen"
- Samenstelling van bebé en ribe: "in een rij vliegen." Dit zou slaan op de vogels die vanaf de oever van de rivier opstijgen.

## Loop
De rivier ontspringt in de gemeente São Lourenço da Mata, waar de Pacas en de Araçá bij elkaar komen. In het begin loopt de rivier op een kronkelige manier door een laag, moerasachtig gebied. De oevers staan dan ook vaak onder water:
De volgende rivieren komen uit in de Beberibe:
- Pimenteiras
- Secca
- Marmajudo
- Dois Unidos
- Água Fria
- Assador de Varas of Chã de Piabas
- Beringué of Roncador
- Quimbuca
- Tapa d'Água of Coelhas
- Lava-Tripas
- Beberibe-mirim of Rio Morno.

Ook komen de kanalen Canal Vasco da Gama en Canal da Malária in de rivier uit. Deze laatsten stromen door volkswijken van Recife, en zijn met huisafval vervuild.
Waar de Beberibe in de Capibaribe uitkomt, vormen ze samen een delta. De loop van de Beberibe is kunstmatig veranderd door kanalisering.

## Geschiedenis
Het stroomgebied van de rivier heeft een roerige geschiedenis gekend. Vlak na de kolonisering van Brazilië door de Portugezen stroomde ze door enkele grote grondeigendommen. Toen Diogo Gonçalves, die een belangrijke functie vervulde in het kapiteinschap Pernambuco, in 1535 trouwde met Isabel Fróis uit Portugal, beschermelinge van koningin Catharina, kreeg hij het hele gebied als bruidsschat. Hij bouwde meteen een suikerfabriek, een landhuis en een kapel.
Het gebied werd geërfd door Leonardo Fróis, die het verkocht aan Antônio de Sá. Hierna werd het gebied echter ingenomen door de Nederlanders. Zij noemden het gebied "Eenkalchoven" en verkochten het voor 10.000 florijnen aan Duarte Saraiva. Nadat de Nederlanders uit Noordoost-Brazilië vertrokken, eisten de erfgenamen van Antônio de Sá met succes het gebied terug. Zij kapten het hout en vervoerden het over de rivier naar Olinda, om er daar houtskool van te maken.
In de 18e eeuw werd het gebied in kleinere stukjes opgedeeld en ontstond de nederzetting Beberibe. In 1767 werd hier een kerk gebouwd aan de oever van de rivier, gewijd aan Onze-Lieve-Vrouw van de Onbevlekte Ontvangenis.
Vanaf deze plaats kwamen de liberalen in opstand tegen de Portugese kapitein-generaal Luís do Rego Barreto. In de bossen bij de rivier werd in oktober 1821 de Conventie van de Beberibe (Convenção do Beberibe) ondertekend, waarmee aan de heerschappij van de laatste Portugese gouverneur over Pernambuco een eind kwam. Tijdens de Praieira-revolte in 1848 vond langs de rivier een belangrijke veldslag plaats tegen de troepen van Manuel Vieira Tosta.
Tegenwoordig zijn de oevers van de Beberibe volledig bebouwd, en stroomt de rivier in zijn geheel door het metropole gebied van Recife. De naam van de rivier komt terug in de doorgangsweg Avenida Beberibe en in de wijk Beberibe.
- Virtual International Authority File: 124560290